# Сборная Каймановых Островов по нетболу
Сборная Каймановых Островов по нетболу представляет Каймановы Острова на международных соревнованиях по нетболу. Управляющим органом является Ассоциация нетбола Каймановых Островов (англ. Cayman Islands Netball Association).
По состоянию на 25 июля 2024, сборная Каймановых Островов по нетболу занимает 39-е место в мировом рейтинге сборных по нетболу.

## Результаты выступлений

### Чемпионаты мира
| Год        | Место          | Игры           | Победы         | Ничьи          | Поражения      |
| ---------- | -------------- | -------------- | -------------- | -------------- | -------------- |
| 1963—1987  | не участвовали | не участвовали | не участвовали | не участвовали | не участвовали |
| 1991       | 16             | 10             | 1              | 0              | 9              |
| 1995       | 21             | 10             | 4              | 0              | 6              |
| 1999       | 23             | 7              | 3              | 0              | 4              |
| 2003       | 24             | 8              | 0              | 0              | 8              |
| 2007—н. в. | не участвовали | не участвовали | не участвовали | не участвовали | не участвовали |

### Чемпионаты Америки
| Год        | Место          | Игры           | Победы         | Ничьи          | Поражения      |
| ---------- | -------------- | -------------- | -------------- | -------------- | -------------- |
| 1997—2012  | не участвовали | не участвовали | не участвовали | не участвовали | не участвовали |
| 2014       | 5              | 6              | 2              | 0              | 4              |
| 2018—н. в. | не участвовали | не участвовали | не участвовали | не участвовали | не участвовали |